# Gemeine Furchenzahn-Bachratte
Die Gemeine Furchenzahn-Bachratte oder Afrikanische Bachratte (Pelomys fallax) ist ein im zentralen Afrika verbreitetes Nagetier in der Unterfamilie der Altweltmäuse. Vermutlich stellen die unter diesem Taxon vereinten Populationen einen Artenkomplex dar. Wilhelm Peters hatte in einer genaueren Beschreibung später im Jahr 1852 den Gattungsnamen Pelomys vorgeschlagen. In einer vorherigen Abhandlung war Pelomys noch eine Untergattung der Mäuse (Mus).

## Merkmale
Bei Männchen ist die Variation mit einer Gesamtlänge von 220 bis 365 mm, einer Schwanzlänge von 114 bis 183 mm und einem Gewicht von 100 bis 176 g größer als bei Weibchen. Weibchen erreichen mit Schwanz 239 bis 330 mm Länge, der Schwanz ist 131 bis 175 mm lang und das Gewicht liegt bei 100 bis 150 g. Es sind 31 bis 41 mm lange Hinterfüße und 15 bis 20 mm lange Ohren vorhanden. Das oberseitige Haar ist aufgrund einiger schwarzer Haarspitzen gesprenkelt und reicht in der Färbung von rotbraun bis gelbbraun mit rötlicher Tönung. Bei manchen Individuen können grüne Nuancen auftreten und gelegentlich bilden die unterschiedlichen Färbungen Zickzackbänder. Ein dunkler Aalstrich auf dem Rücken ist mehr oder weniger deutlich, jedoch nie so wie bei der Einstreifengrasmaus (Lemniscomys rosalia). Typisch ist ein kurzes borstiges Fell. Der Übergang zur hellgrauen bis gelbweißen Unterseite ist fließend.
Kennzeichnend sind mittellange Vibrissen, die im oberen Bereich schwarzbraun und nach unten heller sind, eine schwarzbraune Iris, abgerundete Ohren, die an der Vorderseite vor allem am Rande behaart sind und Haarbüschel vor den Ohren mit schwarzen Haaren, die gelbe Spitzen haben. Der Schwanz ist hauptsächlich mit Schuppen bedeckt, die Ringe bilden, und trägt einige längere Haare. Er hat oberseits eine schwarzbraune und unterseits eine dunkle gelbliche Färbung. An den Vorderpfoten sind drei mittlere lange Finger mit Krallen, ein verkümmerter Daumen mit einem Nagel und ein kurzer fünfter Finger mit einem Nagel vorhanden. Die Füße sind fast entsprechend, nur das erster und fünfter Zeh fast gleich lang sind.
Typisch für das Gebiss sind orange obere Schneidezähne und leicht hellere untere Schneidezähne. In den oberen sind die namensgebenden Furchen vorhanden, die nicht ganz mittig liegen. Von den vier Zitzen der Weibchen befinden sich zwei auf der Brust und zwei auf dem Bauch.

## Verbreitung
Das Verbreitungsgebiet reicht vom südlichen Kenia, südwestlichen Uganda und der südlichen Demokratischen Republik Kongo über Ruanda, Burundi, das nördliche und östliche Angola, Tansania, Sambia, Malawi und Simbabwe bis in den Norden von Namibia, Botswana und Mosambik. Die Gemeine Furchenzahn-Bachratte bewohnt Savannen, kleinere Wälder und besucht Ackerland. Trotz ihres Namens ist sie nicht so stark an Wasserläufe gebunden wie Afrikanische Sumpfratten (Otomys).

## Lebensweise
Die generell nachtaktiven Individuen können gelegentlich tags auf Nahrungssuche gehen. Die Ruhephasen werden in trockenen Bereichen des Reviers in selbstgegrabenen Bauen verbracht. Die Nahrung besteht vorwiegend aus jungen Pflanzentrieben, Wasserpflanzen, Grassamen und anderen Samen. Die wenigen Beobachtungen lassen vermuten, dass die Nachkommen in den warmen und feuchten Monaten zwischen August und April geboren werden.

## Gefährdung
Für den Bestand sind keine Bedrohungen bekannt. In geeigneten Habitaten kommt die Art häufig vor. Die IUCN listet sie als nicht gefährdet (least concern).